# Holt und Haar
Pour les articles homonymes, voir Holt et Haar.
Holt und Haar est un village de la commune allemande de Bad Bentheim, dans l'arrondissement du Comté de Bentheim, Land de Basse-Saxe.

## Géographie
Holt und Haar se situe sur la frontière entre l'Allemagne et les Pays-Bas.

## Histoire
Jusqu'en 1962, Holt und Haar est une Einheitsgemeinde. En 1962, Holt und Haar fusionne avec les Bauerschaft politiquement indépendants Achterberg, Hagelshoek, Waldseite, Westenberg et la municipalité de Gildehaus pour former la Samtgemeinde Gildehaus. Depuis la réforme administrative de la Basse-Saxe, entrée en vigueur le 1er mars 1974, toutes les communes de la Samtgemeinde Gildehaus sont attachées à la ville de Bentheim, depuis 1979 Bad Bentheim.

## Source, notes et références
- (de) Cet article est partiellement ou en totalité issu de l’article de Wikipédia en allemand intitulé « Holt und Haar » (voir la liste des auteurs).

1. ↑  (de) Statistisches Bundesamt, Historisches Gemeindeverzeichnis für die Bundesrepublik Deutschland. Namens-, Grenz- und Schlüsselnummernänderungen bei Gemeinden, Kreisen und Regierungsbezirken vom 27.5.1970 bis 31.12.1982, 1983 (ISBN 3-17-003263-1), p. 254